# Classe Pansio
La classe Pansio est une classe de trois mouilleurs de mines construit par le Chantier naval d'Olkiluoto pour la marine finlandaise au début des années 1990.

## Navires
| Nom       | N° de coque | Mise en service   | Port d'attache | Statut     | Photo |
| --------- | ----------- | ----------------- | -------------- | ---------- | ----- |
| Pansio    | 876         | 25 septembre 1991 | Pansio         | en service |       |
| Porkkala  | 777         | 29 octobre 1992   | Upinniemi (en) | en service |       |
| Pyhäranta | 875         | 26 mai 1992       | Upinniemi      | en service |       |

## Galerie

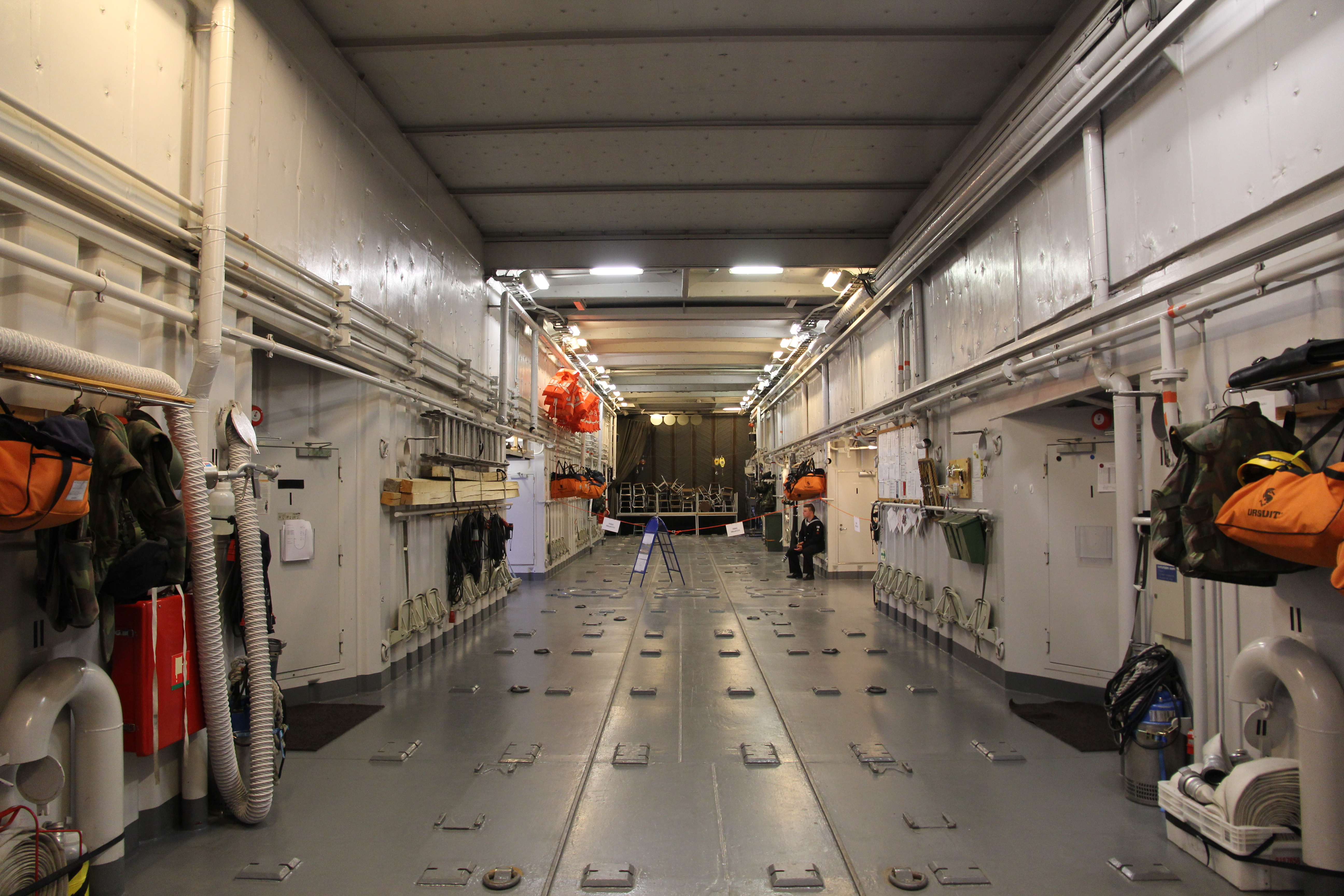
Hangar à mines
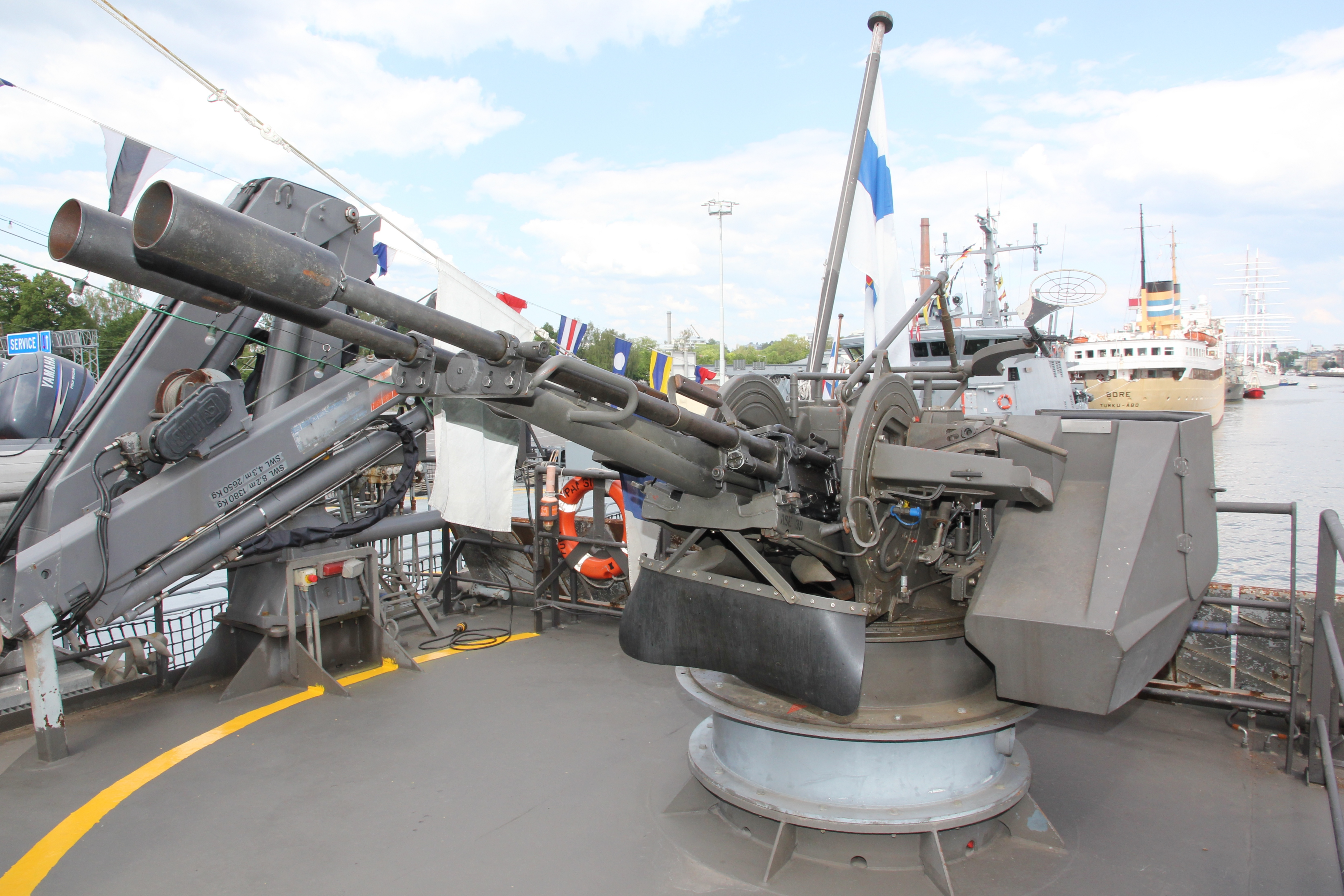
Canon double de 23 mm
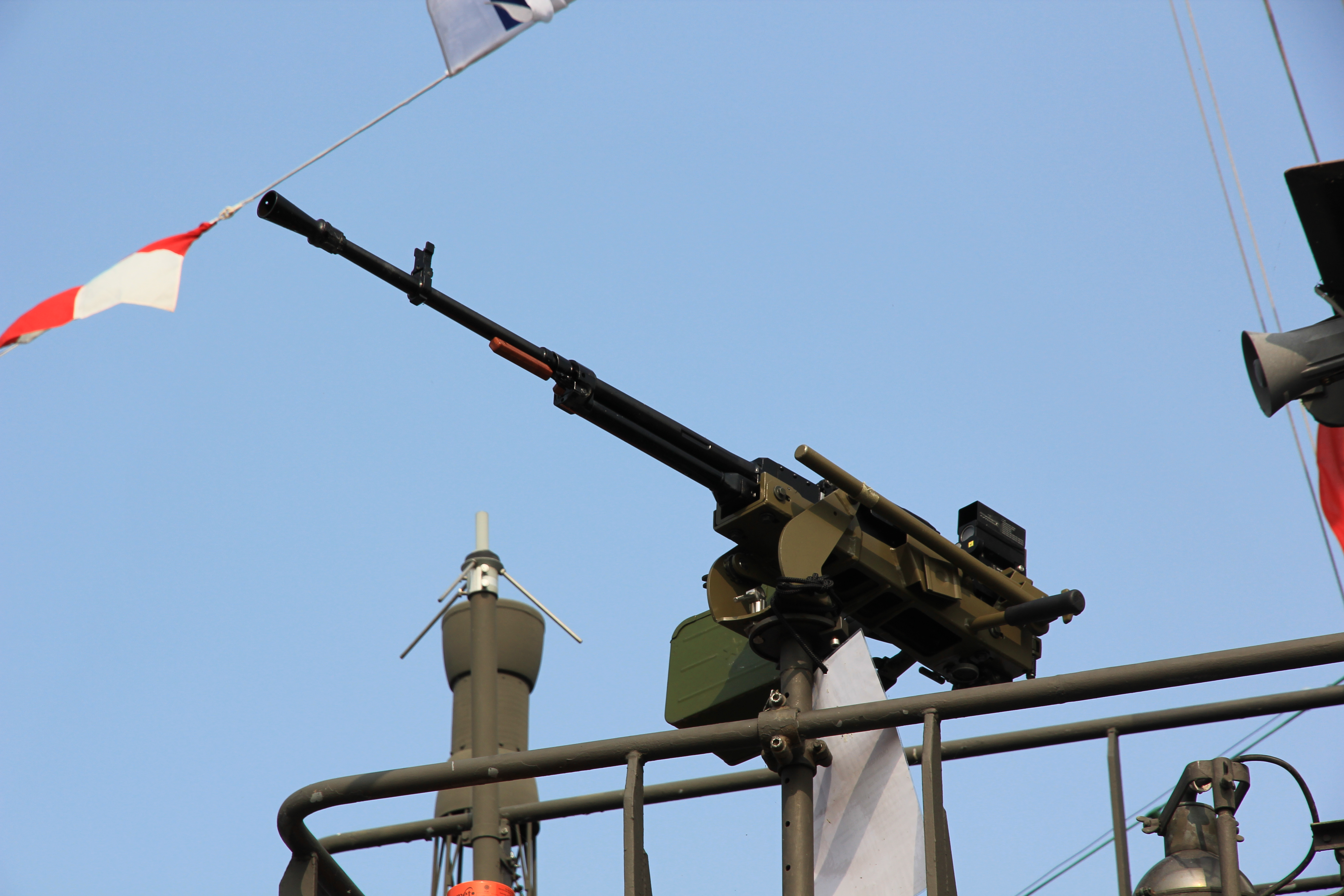
Mitrailleuse lourde de 12.7 mm

### Articles externes
- (en) Hameenmaa Class - Site Naval Technology
- (fi) Classe Pansio
- Finnish Defence Forces